# 栗原三佳
栗原三佳（日语：／ Kurihara Mika，1989年5月14日—），日本女子籃球運動員，效力於豐田汽車羚羊，主要位置為前鋒。投射三分球是她的擅長項目。

## 經歷
- 枚方市立香陽小學校（香陽MBC（日语：ミニバスケットボール）） - 枚方市立東香里中學校 - 大阪薰英女學院高等學校 - 大阪人間科學大學 - 豐田汽車羚羊（2012年－）

## 日本代表經歷
- 2011年夏季世界大學運動會
- 2013年夏季世界大學運動會
- 2014年世界女子籃球錦標賽
- 2015年亞洲女子籃球錦標賽[1]

## 外部連結
- 栗原三佳 - トヨタ自動車アンテロープス （页面存档备份，存于） （日語）
- 栗原三佳 - WJBL （页面存档备份，存于） （日語）